# Pyhäselkä
Pyhäselkä este o fostă comună din Finlanda.